# Sierra Blanca
Sierra Blanca je vulkanické pohoří ve středo-jižní části Nového Mexika, ve Spojených státech amerických. Leží převážně na severu Otero County a také na jihu Lincoln County.
Nejvyšším bodem je Sierra Blanca Peak s nadmořskou výškou 3 649 m.
Většina jižní části pohoří, včetně hlavního vrcholu, náleží do indiánské rezervace Apačů.

## Geografie
Sierra Blanca Peak je nejvyšší hora jižní části Nového Mexika, je viditelná z celého okolí, zvedá se z pánve Tularosa Basin s prominencí vyšší než 1 600 m. Pohoří má délku okolo 65 km ze severu k jihu a šířku přibližně 30 km. Oblast má alpinskou vegetaci, jednu z nejjižněji položených ve Spojených státech. Pohoří je tvořeno pyroklastickými sedimenty, utuhlou lávou a intruzívními horninami.